# جون أوكافور
جون أوكافور (بالإنجليزية: Jon Okafor)‏ هو لاعب كرة قدم أمريكي في مركز الوسط، ولد في 25 أغسطس 1989 في Verona, New Jersey ‏ في الولايات المتحدة. لعب مع أتلانتا سيلفرباكس وفينيكس راسينغ وميبا.